# 王子體育器材公司
王子體育器材公司（英語：Prince Sports）總部位於紐澤西州包登鎮，是一家球拍運動器材的製造商和銷售商，包括鞋類和網球、壁球、羽球服裝。
該公司已被不同的公司所擁有，包括義大利班尼頓集團、旁氏、Nautic Partners。

## 網球

### 贊助男球員
| - 大衛·費雷爾 - 馬塞爾·格拉諾勒斯 - 約翰·伊斯內爾 - 巴勃羅·安杜哈爾 | - 鮑伯·布萊恩 - 麥克·布萊恩 - 阿爾伯特·蒙塔涅斯 | - 克薩維埃·馬利斯 - 讓-儒利安·路查 - 葉甫根尼·科羅廖夫 |  |

### 贊助女球員
| - 達妮埃拉·漢圖霍娃 - 莫娜·巴特爾 - 耶萊娜·揚科維奇 - 麗莎·雷蒙 |  | - Taylor Townsend - 莎哈爾·皮爾 - 瑪格達蓮娜·里巴里科娃 |  |

### 前贊助球員
| - 瑪麗亞·莎拉波娃 - 拉夫特 | - 張德培 - 科里亞 | - 阿尔韦特·科斯塔 - 費雷羅 |  |

## 壁球

### 贊助男球員
| - 拉米·艾舒爾 - James Willstrop - Saurav Ghosal | - Steve Coppinger - Robbie Temple - 李浩賢 |

### 贊助女球員
| - 妮科爾·戴維 - Camille Serme - 歐詠芝 | - 趙詠賢 - Delia Arnold - Olivia Blatchford |

## 外部連結
- Prince site